# 瑞士联邦环境、交通、能源与通讯部
瑞士联邦环境、交通、能源与通讯部，是瑞士联邦政府所属的七个部之一，瑞士联邦委员会的七名成员之一的环境、交通、能源与通讯部部长负责本部门工作。

## 更名经过
瑞士联邦环境、交通、能源与通讯部在历史上曾经数次易名，自1848年初次设立至今，具体情况如下：
- 1848年-1859年：邮政与建设部（Department of Posts and Construction）
- 1860年-1872年：邮政部（Department of Posts）
- 1873年-1878年：邮政与电报部（Department of Posts and Telegraph）
- 1879年-1962年：邮政与铁道部（Department of Posts and Railways）
- 1963年-1978年：交通、通讯与能源部（Department of Transport, Communications and Energy）
- 1979年-1997年：联邦交通、通讯与能源部（Federal Department of Transport, Communications and Energy）
- 1998年至今：联邦环境、交通、能源与通讯部（Federal Department of Environment, Transport, Energy and Communications）

## 历任部长
- 1848年–1852年：威廉·马蒂亚斯·内夫
- 1853年–1854年：马丁·约瑟夫·蒙青格尔
- 1855年–1866年：威廉·马蒂亚斯·内夫
- 1867年：雅各布·杜布斯
- 1868年：吉恩-雅克·沙勒特-韦内尔（英语：Jean-Jacques Challet-Venel）
- 1869年：雅各布·杜布斯
- 1870–1872年：吉恩-雅克·沙勒特-韦内尔（英语：Jean-Jacques Challet-Venel）
- 1873–1875年：欧仁·博雷尔（英语：Eugène Borel）
- 1876年：约阿希姆·黑尔
- 1877年–1879年：埃米尔·韦尔蒂
- 1880年–1881年：西梅翁·巴维耶
- 1882年–1883年：埃米尔·韦尔蒂
- 1884年：阿道夫·多伊歇尔
- 1885年–1891年：埃米尔·韦尔蒂
- 1892年–1901年：约瑟夫·赞普
- 1902年：罗伯特·康特塞（英语：Robert Comtesse）
- 1903年–1907年：约瑟夫·赞普
- 1908年–1911年：路德维希·福雷尔（英语：Ludwig Forrer）
- 1912年：罗伯特·康特塞（英语：Robert Comtesse）
- 1912年：路易斯·佩里耶（英语：Louis Perrier）
- 1911年–1917年：路德维希·福雷尔（英语：Willy Spühler）
- 1918年–1929年：罗伯特·哈布（英语：Robert Haab）
- 1930年–1940年：马塞尔·皮莱-戈拉
- 1940年–1950年：恩里科·塞里奧（英语：Enrico Celio）
- 1950年–1954年：约瑟夫·埃舍尔（英语：Josef Escher）
- 1955年–1959年：朱塞佩·莱波里（英语：Giuseppe Lepori）
- 1960年–1965年：威利·斯普勒（英语：Willy Spühler）
- 1966年–1968年: 鲁道夫·格内吉（英语：Rudolf Gnägi）
- 1968年–1973年: 罗杰·邦万（英语：Roger Bonvin）
- 1974年–1979年：威利·里查德（英语：Willi Ritschard）
- 1980年–1987年：莱昂·施伦普夫（英语：Leon Schlumpf）
- 1988年–1995年：阿道夫·奥吉
- 1995年–2010年：莫里茨·洛伊恩贝格尔
- 2010年–2018年：多丽丝·洛伊特哈德
- 2019年–2022年：西莫内塔·索马鲁加
- 2023年至今：阿尔贝特·勒斯蒂